# Cwichelm dei Gewisse
Cwichelm Cynegilsing (... – 636) era figlio di re Cynegils dei Gewisse, regno dei sassoni occidentali dell'Inghilterra altomedievale, con cui condivise il potere dalla metà degli anni venti del VII secolo e fino alla morte. Regnò forse sulla parte alta del corso del Tamigi.
I due combatterono insieme nella battaglia di Bindon, quando invasero la Dumnonia nel 611 e poi di nuovo contro i gallesi nel 614 a Brampton. Sembra aver assunto un ruolo molto importante nel regno prima del 626 quando cercò di far assassinare Edwin re di Deira. Il tentativo di uccidere Edwin fallì e il sovrano marciò contro i Gewisse, vincendo la battaglia di Win Hill e Lose Hill.  Cwichelm combatté insieme al padre contro Penda re di Mercia nella battaglia di Cirencester.

Quando il padre Cynegils si convertì al Cristianesimo nel 635 Cwichelm oppose resistendo, ma l'anno successivo san Birino lo convertì poco prima della morte. 
Fu sepolto a Scutchamer Knob, nell'odierno Berkshire.